# 馬賽 (伊利諾伊州)
馬賽（英語：Marseilles）是一個位於美國伊利諾伊州拉薩爾縣的城市。

## 地理
馬賽的座標為41°19′40″N 88°42′04″W / 41.32778°N 88.70111°W，而該地的平均海拔高度為154米（即505英尺）。

## 人口
根據2010年美國人口普查的數據，馬賽的面積為24.74平方千米，當中陸地面積為23.48平方千米，而水域面積為1.26平方千米。當地共有人口9609人，而人口密度為每平方千米388.4人。